# Conrad Sigmund von Starhemberg
Conrad Sigmund von Starhemberg (ur. (?), zm. 1727) – austriacki dyplomata.
W latach 1724–1727 ambasador Austrii w Londynie. (Jerzy I Hanowerski był ojcem chrzestnym jego syna Georga Adama). Jego żoną i matką Georga Adama była Maria Leopoldyna hrabina Löwenstein-Wertheim-Rochefort (1689-1763).